# سیارک ۷۳۰۹
سیارک ۷۳۰۹ (به انگلیسی: 7309 Shinkawakami، نامگذاری:1995FU) هفت هزار و سیصد و نهمین سیارک کشف شده‌است که در ۲۸ مارس ۱۹۹۵ کشف شد.